# École de management de Normandie
Die EM Normandie (französisch École de management de Normandie) ist eine private, staatlich anerkannte wissenschaftliche Wirtschaftshochschule. Sie verfügt mit Le Havre, Paris und Caen über drei Standorte in Frankreich sowie über drei weitere internationale Standorte in Oxford, Dublin, und Dubai. Die Hochschule führt transnationale Bachelor-, Master-, Promotions- und MBA-Programme sowie Seminare zur Weiterbildung von Managern durch.

## Grande École
EM Normandie Business School ist eine Grande École, d. h. eine französische Wissenschaftliche Hochschule außer- bzw. oberhalb des staatlichen Hochschulsystems. Ähnlich wie die Ivy League in den Vereinigten Staaten, Oxbridge im Vereinigten Königreich oder die C9 League in China, handelt es sich bei Grandes Écoles um Elitehochschulen, welche ihre Studenten mittels hochselektiver Auswahlverfahren rekrutieren. Alumni bekleiden regelmäßig Spitzenpositionen in der französischen Wirtschaft, Regierung oder Verwaltung.

## Ranking und Akkreditierung
Im Masters in Management- sowie im European Business Schools-Ranking 2023 der Financial Times rangiert die EM Normandie auf den Plätzen 65 bzw. 84. Im Classement des écoles de commerce post-bac 2024 von Le Figaro rangiert die Hochschule frankreichweit auf dem 3. Platz.
Seit 2022 trägt die Hochschule die sogenannte Triple Crown. Die EM Normandie gehört demnach zu den 1 % aller Wirtschaftshochschulen weltweit, welche dreifach (AACSB, EQUIS, und AMBA) akkreditiert sind.

## Internationale Partnerhochschulen
EM Normandie unterhält Abkommen mit über 200 Partnerhochschulen in über 50 Ländern und begrüßt jährlich etwa 730 internationale Studenten.
Zu den Partneruniversitäten zählen:
- BI Norwegian Business School
- Erasmus-Universität Rotterdam
- Handelshochschule Leipzig
- ISM University of Management and Economics
- Johann Wolfgang Goethe-Universität Frankfurt am Main
- Katholieke Universiteit Leuven
- Maastricht University
- Memorial University of Newfoundland
- Nanyang Technological University
- Nord Universität
- Norwegische Handelshochschule
- Nottingham Trent University
- Instituto Tecnológico y de Estudios Superiores de Monterrey
- Polytechnikum Mailand
- Reichsuniversität Groningen
- RWTH Aachen
- Universität Bamberg
- Universität Göteborg
- Universität Maastricht
- Universität Regensburg
- Universität Reykjavík
- Universität Vilnius
- Universität Zürich
- Université du Québec à Montréal
- University of North Florida
- University of Portsmouth
- Wirtschaftsuniversität Prag

## Namhafte Absolventen
- Claude Changarnier (Promotion 1982), ehemaliger Vizepräsident Finance and Administration by Microsoft international.
- Frédéric Daruty de Grandpré (Promotion 1991), Präsident und Director von 20 Minutes.
- Michel Langrand (Promotion 1976), ehemaliger Präsident von Velux France.
- Orelsan (Promotion 2004), französischer Rapper.
- Michel Wolfovski (Promotion 1982), CFO von Club Med.